# Cserna (Duna)
A Cserna (románul Cerna) a Duna bal oldali mellékfolyója Romániában, Gorj, Krassó-Szörény és Mehedinți megyében.
Neve a „fekete” jelentésű szláv szóból való. Maga a Cserna egy vízkeletből, a Godján-hegység egyik szurdokának fejénél tör elő. Nem sokkal lejjebb a Valea lui Iovan víztározó gyűjti össze a hegység déli oldalának patakjait, melyek egyike 2070 méteres magasságban ered. Dél-délnyugati irányban, főként mészkőből álló, látványos képződményekben bővelkedő hegyek között, gyakran igen mély völgyben halad. Vízhozamának 54%-a felszín alatti vizekből származik. Egy körülbelül 25 kilométeres szakaszon természetes határt alkot Mehedinți és Krassó-Szörény megye között, ez a szakasz 1920 előtt még a Magyar Királyság határa volt. A Herkulesfürdő fölött épített, 87 hektáros Prisaca víztározó energiáját a város fölött öt kilométerrel egy vízerőmű hasznosítja. Középső szakaszán partvidékének nagy része a Domogled-Cserna Nemzeti Parkhoz tartozik. Legfontosabb mellékvize a jobb oldali Belareka, amellyel Pecsenyeskánál egyesül. Alsó szakasza mentén a rómaiak vízvezetéket építettek, amelyet 1739-ben helyreállítottak. Orsova fölött ömlik a Duna egy hosszan kinyúló öblébe.

## Mellékvizek
Jelentősebb mellékvizei (zárójelben a torkolattól mért távolság):
- Belareca River
- Topenița River
- Pecinișca River
- Padina Soroniște River
- Ogașu Ursului
- Ogașu lui Roșeț
- Valea Mare River
- Iardașița River
- Șaua Padina River
- Curmezișa River
- Râmnuța River
- Arsasca River
- Balmez River
- Bedina River
- Bârzani River
- Clepeniac River
- Craiova River
- Cărbunele River
- Drăstănicu River
- Ferigari River
- Iauna River
- Iuta River
- Jelărău River
- Munk River
- Naiba River
- Olanu River
- Prisăcina River
- Sacherștița River
- Scurtu River
- Slatina River
- Turcineasa River
- Tăsna River
- Valea Mare River
- Valea lui Iovan River
- Șturu River
- Măneasa River
- Vânturătoarea River